# Salto de Castro (poblado)
Salto de Castro (también conocido como Poblado del Salto de Castro) es una localidad del municipio de Fonfría, en la provincia de Zamora, comunidad autónoma de Castilla y León, España. Se sitúa justo al lado de la presa de Castro, en la parte más baja de la depresión geográfica conocida como arribes del Duero.

## Geografía física

### Ubicación
El poblado del Salto de Castro se encuentra situado en el suroeste zamorano. Hace frontera con Portugal. Dista 53 km de Zamora capital. 
Pertenece a la comarca de Aliste. Se integra dentro de la Mancomunidad Tierras de Aliste y el partido judicial de Zamora.
Nunca ha tenido ayuntamiento propio. Se encuentra integrado dentro del término municipal de Fonfría.
Está dentro del parque natural de Arribes del Duero, un espacio natural protegido de gran atractivo turístico.
| Noroeste: Paradela (Portugal)    | Norte: Castro de Alcañices     | Noreste: Bermillo de Alba |
| Oeste: Paradela (Portugal)       |                                | Este: Pino del Oro        |
| Suroeste: Aldeia Nova (Portugal) | Sur: Villardiegua de la Ribera | Sureste: Villadepera      |

## Historia
Salto de Castro fue construido por Iberduero (actual Iberdrola) en Arribes del Duero para alojar a las familias de los trabajadores encargados del mantenimiento de la presa de Castro, cuya construcción tuvo lugar entre 1946 y 1952. El poblado fue inaugurado en 1957 y permaneció habitado hasta 1989, cuando fue abandonado tras el traslado del personal y el cierre del puesto de la Guardia Civil que custodiaba las presas de la zona.
Desde entonces, la propiedad ha sido objeto de diversos proyectos turísticos y hoteleros. En el año 2000, Iberdrola la vendió a un particular, aunque el poblado permaneció abandonado. En 2022, fue adquirido por el empresario toledano Óscar Torres por 300.000 euros. Sin embargo, en 2023, la empresa Royal Invest Madrid anunció la suspensión del proyecto de restauración, y el inmueble volvió a ponerse a la venta.
En enero de 2025, el estadounidense Jason Lee Beckwithes adquirió la propiedad por 310.000 euros con el objetivo de restaurarla y convertirla en un complejo de turismo rural y lugar para el coworking. Beckwithes y su esposa fueron las primeras personas en empadronarse en la localidad en los últimso veinte años.

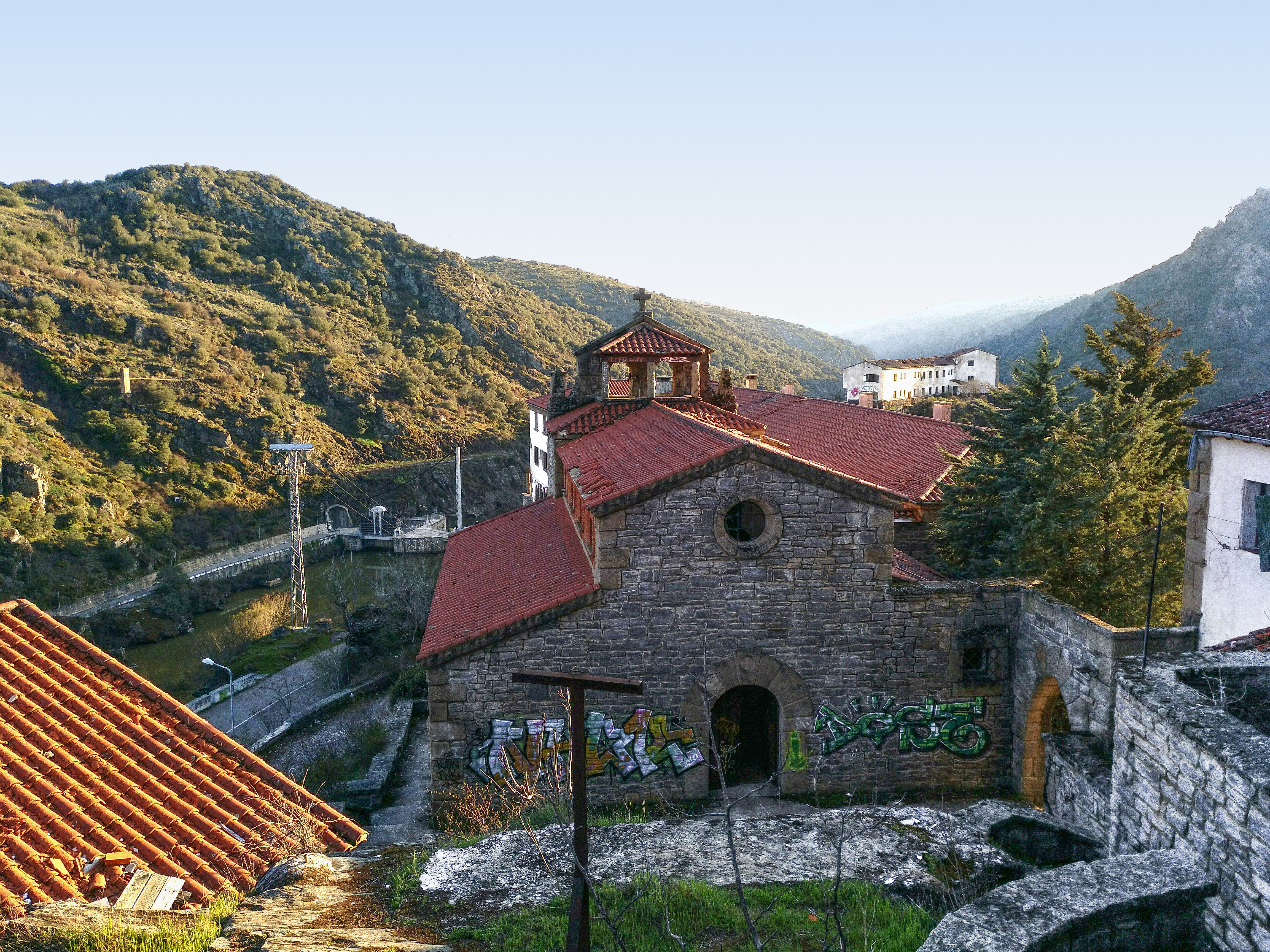
Capilla de Salto de Castro.

## Características del poblado
El poblado cuenta con 44 viviendas, una iglesia, una hospedería, un bar, una piscina, antiguas instalaciones deportivas, una estatua alegórica,un cuartel de la Guardia Civil, una escuela y un garaje para el coche de línea. Actualmente, los inmuebles se encuentran abandonados y algunos han sido objeto de vandalismo.